# 이정훈 (1977년)
이정훈(李政勳, 1977년 10월 9일 ~ )은 전 KBO 리그 넥센 히어로즈의 투수이자, 현 원주중학교의 야구부 감독이다.

## 선수 시절

### 롯데 자이언츠시절
1996년에 입단하였다. 주로 중간 계투로 등판했으며, 1군 경기에 가장 많은 이닝을 소화했던 해는 2003년(110.2이닝), 가장 많이 출전한 해는 2009년(57경기)이었다. 2008년에는 무릎 부상으로 인한 재활로 한 경기에도 등판하지 못했지만 2009년에는 시즌 초부터 중간 계투로 큰 역할을 하였다. 무릎 부상으로 수술과 재활로 1년을 쉰 선수라고는 믿기지 않을 정도로 좋은 구위를 보여줬고, 또한 구속도 2007년보다 증가한, 150 km/h에 육박하는 공을 던졌는데, 이는 재활 기간 동안 꾸준하게 턱걸이를 한 덕분이라고 했다. 2009년 롯데 자이언츠의 중간계투진에서 임경완과 함께 필승조의 주축이 됐으며, 준수한 성적으로 시즌을 마쳤다. 2010년 초반에는 부진과 무릎 부상의 재발로 좋은 성적을 거두지 못했다. 시즌 후 고원준을 상대로 박정준과 넥센 히어로즈에 트레이드됐다.

### 넥센 히어로즈시절

#### 2011 시즌
시즌 초 4월 ~ 5월에는 매우 좋은 모습을 보였다. 4월 28일에 한화 이글스를 상대로 1.1이닝을 무실점으로 막아 내며 시즌 첫 승과 동시에 팀의 4연승에 기여했다. 5월 12일 롯데 자이언츠와의 경기 후 컨디션 난조로 2군에 내려갔는데, 이후 1군에 복귀한 5월 29일에 LG 트윈스와의 경기에서 시즌 2승을 거뒀다. 그러나 그 후 등판할 때마다 실점했다. 특히 6월 7일 ~ 6월 9일 SK 와이번스와의 3연전에서 3경기 모두 등판해 최악의 투구 내용을 보였으며, 이후 다시 2군으로 강등됐다. 이후 8월 3일에야 1군 경기에 등판했다. 시즌 52.1이닝동안 단 1개의 피홈런만 허용했는데, 그 홈런은 이전 팀 동료인 강민호에게 허용한 홈런이었다.

#### 2012 시즌
시즌 초 우완 불펜으로써 안정적으로 잘 막아냈다. 그러나 6월부터 구위가 떨어지고 제구가 흔들리면서 부진하다가, 팀이 4강 경쟁에서 멀어진 9월에 들어서고 나서야 박성훈, 한현희와 필승조로 활약했다. 시즌 후 FA신청을 하여 11월 13일에 2년 총액 5억원에 FA 계약을 체결했다.

#### 2013 시즌
2009년 이후로 개인의 커리어 하이를 기록했고, 본인 통산 첫 시즌 두 자릿수 홀드 달성 및 500경기 출장을 기록했다. 6월에 8연패를 할 당시 이보근과 함께 팀의 추락을 저지했고 가을에는 필승조, 롱 릴리프로 활약했다.

#### 2014 시즌
가끔 등판해 잘 막을 때는 잘 막아내나 그렇지 못할 때는 평균자책점이 치솟는 모습을 보였다. 6월 4일 롯데와의 2군 경기 이후로 등판하지 못했고, 7월 중 팔꿈치 인대 접합 수술을 받았다.

#### 2015 시즌
1군 경기에 거의 등판하지 못했다. 2015년 시즌 단 2경기에 등판해 4점대 평균자책점을 기록했다.

#### 2016 시즌
15경기에 등판해 3패, 7점대 평균자책점을 기록했다. 시즌 후 재계약 불가 통보를 받았고, 은퇴를 선언했다.

## 야구선수 은퇴 후
2017년 1월 2일부터 원주고등학교에서 투수코치로 활동했다.

## 트리비아
- 2009년 시즌 후 구단과의 연봉 협상 테이블에서 만족할만한 제시액을 받지 못한 그는 2010년 1월 11일에 연봉조정신청을 했다. 2009년 시즌 3,600만원을 받은 그는 2009년 시즌 활약 여부에 따른 2010년 시즌의 자신의 연봉을 구단측에 제시했는데 그 금액은 9,000만원이었다. 당시 구단은 6,600만원을 제시했고 이 격차는 다음 협상에서 소폭 줄어들었다. 다음 협상에서 그는 8,000만원을 제시했으나 구단측은 7,200만원을 제시했다. 이견을 좁히지 못한 채로 연봉조정신청에 들어갔으며, KBO 연봉조정신청위원회는 구단의 손을 들어주며 그의 2010년 연봉은 7,200만원이 됐다.[7][8]

## 출신 학교
- 하단초등학교
- 경남중학교
- 동래고등학교

## 통산 기록
| 연도        | 소속        | 경기          | 승            | 패            | 세이브        | 홀드          | 이닝          | 피안타        | 피홈런        | 삼진          | 볼넷          | 실점          | 자책          | 방어율        |               |
| ----------- | ----------- | ------------- | ------------- | ------------- | ------------- | ------------- | ------------- | ------------- | ------------- | ------------- | ------------- | ------------- | ------------- | ------------- | ------------- |
| 1996년      | 롯데        | 1군 기록 없음 | 1군 기록 없음 | 1군 기록 없음 | 1군 기록 없음 | 1군 기록 없음 | 1군 기록 없음 | 1군 기록 없음 | 1군 기록 없음 | 1군 기록 없음 | 1군 기록 없음 | 1군 기록 없음 | 1군 기록 없음 | 1군 기록 없음 | 1군 기록 없음 |
| 1997년      | 롯데        | 15            | 1             | 0             | 0             | 0             | 27.2          | 31            | 5             | 14            | 11            | 22            | 20            | 6.51          |               |
| 1998년      | 롯데        | 35            | 3             | 2             | 2             | 0             | 71            | 69            | 4             | 26            | 30            | 46            | 35            | 4.44          |               |
| 1999년      | 롯데        | 10            | 2             | 1             | 1             | 0             | 17.2          | 22            | 3             | 8             | 12            | 15            | 14            | 7.13          |               |
| 2000년      | 롯데        | 10            | 1             | 2             | 0             | 0             | 14            | 15            | 0             | 10            | 11            | 12            | 10            | 6.43          |               |
| 2001년      | 롯데        | 7             | 0             | 0             | 0             | 0             | 5             | 9             | 1             | 2             | 4             | 5             | 5             | 9.00          |               |
| 2002년      | 롯데        | 19            | 1             | 3             | 0             | 1             | 31.1          | 42            | 1             | 19            | 8             | 22            | 22            | 6.32          |               |
| 2003년      | 롯데        | 44            | 7             | 8             | 1             | 5             | 110.2         | 126           | 13            | 67            | 51            | 65            | 64            | 5.20          |               |
| 2004년      | 롯데        | 30            | 1             | 4             | 0             | 0             | 58            | 68            | 7             | 33            | 23            | 29            | 27            | 4.19          |               |
| 2005년      | 롯데        | 54            | 2             | 3             | 1             | 5             | 75            | 86            | 6             | 46            | 28            | 40            | 37            | 4.44          |               |
| 2006년      | 롯데        | 33            | 1             | 3             | 0             | 4             | 43.1          | 46            | 1             | 22            | 15            | 20            | 20            | 4.15          |               |
| 2007년      | 롯데        | 7             | 0             | 0             | 0             | 0             | 7.1           | 9             | 0             | 8             | 4             | 3             | 2             | 2.45          |               |
| 2008년      | 롯데        | 1군 기록 없음 | 1군 기록 없음 | 1군 기록 없음 | 1군 기록 없음 | 1군 기록 없음 | 1군 기록 없음 | 1군 기록 없음 | 1군 기록 없음 | 1군 기록 없음 | 1군 기록 없음 | 1군 기록 없음 | 1군 기록 없음 | 1군 기록 없음 | 1군 기록 없음 |
| 2009년      | 롯데        | 57            | 1             | 3             | 8             | 9             | 74.1          | 77            | 5             | 50            | 28            | 26            | 25            | 3.03          |               |
| 2010년      | 롯데        | 43            | 3             | 9             | 1             | 5             | 46            | 56            | 4             | 27            | 19            | 39            | 35            | 6.85          |               |
| 2011년      | 넥센        | 44            | 3             | 3             | 1             | 7             | 52.1          | 50            | 1             | 31            | 19            | 24            | 22            | 3.78          |               |
| 2012년      | 넥센        | 40            | 4             | 4             | 1             | 8             | 44.1          | 45            | 2             | 32            | 17            | 28            | 23            | 4.67          |               |
| 2013년      | 넥센        | 56            | 5             | 2             | 1             | 11            | 69            | 69            | 5             | 29            | 24            | 25            | 23            | 3.00          |               |
| 2014년      | 넥센        | 7             | 0             | 0             | 0             | 0             | 7.1           | 15            | 2             | 2             | 5             | 10            | 10            | 12.27         |               |
| 2015년      | 넥센        | 2             | 0             | 0             | 0             | 0             | 2             | 3             | 0             | 0             | 0             | 2             | 1             | 4.50          |               |
| 2016년      | 넥센        | 15            | 0             | 3             | 0             | 1             | 18            | 32            | 3             | 8             | 5             | 14            | 14            | 7.00          |               |
| 통산 : 19년 | 통산 : 19년 | 528           | 35            | 50            | 17            | 56            | 774.1         | 870           | 63            | 434           | 314           | 447           | 409           | 4.75          |               |